# LAMMPS
El simulador massiu paral·lel atòmic/molecular a gran escala (LAMMPS) és un programa de dinàmica molecular dels Laboratoris Nacionals de Sandia. LAMMPS fa ús de Message Passing Interface (MPI) per a la comunicació paral·lela i és un programari lliure i de codi obert, distribuït sota els termes de la Llicència Pública General de GNU.
LAMMPS es va desenvolupar originalment en virtut d'un acord cooperatiu de recerca i desenvolupament entre dos laboratoris del Departament d'Energia dels Estats Units i altres tres laboratoris d'empreses del sector privat. A 2016, és mantingut i distribuït per investigadors dels Laboratoris Nacionals de Sandia i la Universitat de Temple.

## Característiques
Per a l'eficiència informàtica, LAMMPS utilitza llistes de veïns (llistes Verlet) per fer un seguiment de les partícules properes. Les llistes estan optimitzades per a sistemes amb partícules que es repel·leixen a distàncies curtes, de manera que la densitat local de partícules mai no creixi massa.
En ordinadors paral·lels, LAMMPS utilitza tècniques de descomposició espacial per dividir el domini de simulació en petits subdominis 3D, un dels quals s'assigna a cada processador. Els processadors comuniquen i emmagatzemen informació d'àtoms fantasma per als àtoms que voregen el seu subdomini. LAMMPS és més eficient (en un sentit informàtic paral·lel) per als sistemes les partícules dels quals omplen una caixa rectangular 3D amb una densitat aproximadament uniforme. LAMMPS admet molts acceleradors, com ara GPU (CUDA, OpenCL, HIP, SYCL), Intel Xeon Phi i OpenMP, a causa de la seva integració amb Trilinos.
LAMMPS també permet un gir acoblat i la dinàmica molecular de manera accelerada.
LAMMPS també s'acobla a moltes eines i motors d'anàlisi. LAMMPS també es pot combinar amb calculadores d'energia lliure, com ara PLUMED i Colvar.